# Leuronota ampla
Leuronota ampla är en insektsart som beskrevs av Leonard D. Tuthill 1943. Leuronota ampla ingår i släktet Leuronota och familjen spetsbladloppor. Inga underarter finns listade i Catalogue of Life.